# Чилемба, Айзек
Мигель Айзек Чилемба Зузе (Исаак Чилемба; англ. Miguel Izek Chilemba Zuze; род. 17 мая 1987, Блантайр, Малави) — малавийский боксёр-профессионал, выступающий во второй средней, в полутяжёлой и в первой тяжёлой весовых категориях.
Среди профессионалов бывший чемпион мира по версии IBO (2010—2011) во 2-м среднем весе, и чемпион по версии WBC International (2009—2010, 2011, 2018), чемпион Северной Америки по версии NABF (2015) в полутяжёлом весе.

## Профессиональная карьера
Айзек Чилемба дебютировал на профессиональном ринге в октябре 2005 года в возрасте 18 лет, в полутяжёлом весе. Все поединки в начале карьеры проводил в ЮАР.
Выиграв первые восемь поединков, в июле 2007 года встретился со стойким боксёром из Намибии, Вилбефорсе Шихепо. Шихепо выиграл поединок по очкам, но результат был спорным. Была назначена повторная встреча. Чилемба взял реванш так же по очкам.
29 апреля 2008 года Айзек нокаутировал непобеждённого боксёра из Уганды, Дэвида Басайамивуле (10-0).
В сентябре 2008 года Челемба победил Чарльза Адаму и завоевал титул чемпиона Африки во втором среднем весе по версии ABU.
В следующем поединке 16 мая 2009 года состоялась вторая встреча Чембелы и Басайамивуле. Айзек снова победил, на этот раз по очкам, и завоевал титул чемпиона Африки по версии WBO.
31 сентября 2010 года Чилемба победил непобеждённого боксёра из Конго, Доду Нгубу (20-0),

#### Бой с Майклом Боллингом
19 июня 2010 года в бою за вакантный титул чемпиона мира по версии IBO, во втором среднем весе победил непобеждённого австралийца Майкла Боллинга (12-0).

#### Бой с Томасом Вестхайзеном
6 ноября 2010 года Чилемба вышел на защиту титула с непобеждённым молодым боксёром из ЮАР, Томасом Вестхайзеном (13-0). Раздельным решением была зафиксирована ничья.

### Полутяжёлый вес
После боя с Вестхайзеном Чилемба поднялся в полутяжёлый вес и освободил титул.

#### Бой с Максимом Власовым
В феврале 2011 года Исаак впервые выехал за пределы ЮАР, и отправился в США, где победил по очкам в десятираундовом бою непобеждённого Максима Власова (19-0).
Через месяц в ЮАР, Чилемба победил боксёра из Намибии, Викапита Мероро (20-1) и завоевал интернациональный титул чемпиона мира по версии WBC в полутяжёлом весе.
В сентябре Чилемба снова отправился в США, и нокаутировал там во втором раунде местного боксёра Джеймса Бостика (23-4).

#### Бой с Эдисоном Мирандой
3 февраля 2012 года Чилемба победил именитого боксёра из Колумбии, Эдисона Миранду.
В сентябре 2012 года победил американского джорнимена Рико Сандерса.

#### Бои с Тони Белью
30 марта 2013 года состоялся первый поединок Чилембы с известным боксёром из Великобритании, Тони Белью. Чилемба действовал с дальней дистанции, в то время как Белью старался контратаковать в ближнем бою. Бой был очень вязким и малозрельщным. Мнение судей разделилось и была зафиксирована ничья.
Через два месяца состоялся реванш. В повторном бою Белью был более активным и за счёт большего числа выброшенных ударов и победил Чилембу.

#### Бой с Денисом Грачёвым
15 марта 2014 года уверенно победил по очкам российского боксёра, Дениса Грачёва.

#### Бой с Василием Лепихиным
В марте 2015 года, Чилемба деклассировал и уверенно победил по очкам небитого ранее российского боксёра, Василия Лепихина (17-0).

#### Претендентский бой с Элейдером Альваресом
28 ноября 2015 года в бою за статус обязательного претендента на титул WBC проиграл по очкам Элейдеру Альваресу

#### Чемпионский бой с Сергеем Ковалёвым
11 июля 2016 года состоялся бой Сергея Ковалёва с Айзеком Чилембой. Этот бой, считался разминочным перед боем с Андре Уордом. Стоит отметить, что Чилемба занимал на момент боя 7 место в рейтинге полутяжеловесов по версии журнала The Ring. Преимущество Сергея не было подавляющим, но вопросов не вызывало — в целом, он попадал и больше, и основательнее, хотя Айзек имел успешные моменты и даже выигранные раунды. В седьмой трёхминутке Ковалёв отправил претендента в нокдаун, попав справа, а в восьмой вновь основательно потряс визави — на этот раз попаданием слева. Чилемба выстоял и больше на грани досрочного поражения не оказывался.117-110, 116—111, 118—109 — итоговый вердикт судей в пользу российского боксёра. По словам Сергея, бой, как он и ожидал, оказался непростым.

#### Бой с Александром Гвоздиком
19 ноября 2016 года в Лас-Вегасе (штат Невада, США) в рамках PPV-шоу Ковалёв—Уорд, Чилемба встретился в бою с украинским боксёром Александром Гвоздиком (11-0, 9КО). Гвоздик был активнее и точнее своего соперника. После 8-го раунда Чилемба отказался продолжать бой, сославшись на перелом руки. К предстоящему бою Чилембу согласился подготовить в своём зале знаменитый экс-чемпион мира в четырёх весовых категориях Рой Джонс-младший.

## Статистика профессиональных поединков
В таблице перечислены результаты всех поединков боксёров.
В каждой строке указан результат поединка. Дополнительно номер поединка обозначен цветом, который обозначает итог поединка. Расшифровка обозначений и цветов представлена в нижеследующей таблице.
| Пример | Расшифровка                     |
| ------ | ------------------------------- |
|        | Победа                          |
|        | Ничья                           |
|        | Поражение                       |
|        | Планируемый поединок            |
|        | Поединок признан несостоявшимся |
| КО     | Нокаут                          |
| ТКО    | Технический нокаут              |
| PTS    | Решение судей (по очкам)        |
| UD     | Единогласное решение судей      |
| MD     | Решение большинства судей       |
| SD     | Раздельное решение судей        |
| RTD    | Отказ от продолжения боя        |
| DQ     | Дисквалификация                 |
| NC     | Поединок признан несостоявшимся |

| 36 поединков, 26 побед (10 нокаутом), 3 ничьи, 7 поражений. | 36 поединков, 26 побед (10 нокаутом), 3 ничьи, 7 поражений. | 36 поединков, 26 побед (10 нокаутом), 3 ничьи, 7 поражений. | 36 поединков, 26 побед (10 нокаутом), 3 ничьи, 7 поражений. | 36 поединков, 26 побед (10 нокаутом), 3 ничьи, 7 поражений. | 36 поединков, 26 побед (10 нокаутом), 3 ничьи, 7 поражений. | 36 поединков, 26 побед (10 нокаутом), 3 ничьи, 7 поражений. | 36 поединков, 26 побед (10 нокаутом), 3 ничьи, 7 поражений. |
| Бой                                                         | Дата                                                        | Соперник                                                    | Место проведения                                            | Раундов                                                     | Примечание |                                                             |                                                             |
| ----------------------------------------------------------- | ----------------------------------------------------------- | ----------------------------------------------------------- | ----------------------------------------------------------- | ----------------------------------------------------------- | --- | ----------------------------------------------------------- | ----------------------------------------------------------- |
| 36                                                          | 20 февраля 2021                                             | Фёдор Чудинов (23-2)                                        | Vegas City Hall, Красногорск, Московская область, Россия    | SD 10 (10)                                                  | Бой во 2-м среднем весе. Счёт судей: 97-93, 95-95 и 94-97. |                                                             |                                                             |
| 35                                                          | 13 декабря 2019                                             | Александр Кубич (10-5-1)                                    | P.A.O.K. Sports Arena, Салоники, Греция                     | UD 8 (8)                                                    | Бой в 1-м тяжёлом весе. Счёт судей: 77-75, 78-74, 79-73. |                                                             |                                                             |
| 34                                                          | 20 июля 2019                                                | Максим Власов (2) (43-3)                                    | Центральная площадь, Геленджик, Россия                      | UD 12 (12)                                                  | Бой за титулы чемпиона по версии WBO Global (1-я защита Власова), и вакантный титул по версии Eurasian Boxing Parliament. Счёт: 110-117, 111-116 (дважды).                         |                                                             |                                                             |
| 33                                                          | 4 августа 2018                                              | Дмитрий Бивол (13-0)                                        | Hard Rock Hotel & Casino, Атлантик-Сити, США                | UD 12 (12)                                                  | Бой за титул чемпиона мира по версие WBA (3-я защита Бивола). Счёт: 116-112, 120-108 (дважды).                                                                                     |                                                             |                                                             |
| 32                                                          | 16 марта 2018                                               | Блейк Кэпарелло (26-2-1)                                    | The Melbourne Pavilion, Мельбурн, Австралия                 | UD 12 (12)                                                  | Завоевал вакантный титул чемпиона по версиям WBC International в полутяжёлом весе. Счёт: 117-111, 115-113 (дважды).                                                                |                                                             |                                                             |
| 31                                                          | 19 ноября 2016                                              | Александр Гвоздик (11-0)                                    | T-Mobile Arena, Лас-Вегас, Невада, США                      | RTD 8 (10)                                                  | Бой за титул NABF в полутяжёлом весе (2-я защита Гвоздика). |                                                             |                                                             |
| 30                                                          | 11 июля 2016                                                | Сергей Ковалёв (29-0-1)                                     | Дворец игровых видов спорта, Екатеринбург, Россия           | UD 12 (12)                                                  | Бой за титулы чемпиона мира по версиям WBA super (4-я защита Ковалёва), IBF (4-я защита Ковалёва) и WBO (8-я защита Ковалёва) в полутяжёлом весе. Счёт: 111-116, 110-117, 109-118. |                                                             |                                                             |
| 29                                                          | 28 ноября 2015                                              | Элейдер Альварес (18-0)                                     | Квебек, провинция Квебек, Канада                            | MD 12 (12)                                                  | Бой за звание обязательного претендента на бой с чемпионом мира по версии WBC в полутяжёлом весе. Счёт: 114-114, 110-118, 113-115.                                                 |                                                             |                                                             |
| 28                                                          | 14 марта 2015                                               | Василий Лепихин (17-0)                                      | Белл-центр, Монреаль, Канада                                | UD 10 (10)                                                  | Завоевал вакантный титул чемпиона NABF в полутяжелом весе. Счёт: 99-91, 99-91, 100-90.                                                                                             |                                                             |                                                             |
| 27                                                          | 2 августа 2014                                              | Кори Каммингс (17-6-1)                                      | Revel Resort, Атлантик-Сити, Нью-Джерси, США                | TKO 7 (10), 2:28                                            | |                                                             |                                                             |
| 26                                                          | 15 марта 2014                                               | Денис Грачёв (13-2-1)                                       | Sands Casino Resort, Бетлехем (Пенсильвания), США           | UD 10 (10)                                                  | 100-90, 99-91, 99-91. |                                                             |                                                             |
| 25                                                          | 16 ноября 2013                                              | Майкл Гбенга (17-9)                                         | Turning Stone Resort & Casino, Верона, Нью-Йорк (штат), США | UD 8 (8)                                                    | Счёт: 80-72, 79-73 (дважды). |                                                             |                                                             |
| 24                                                          | 25 мая 2013                                                 | Тони Белью (19-1-1)                                         | O2 Арена, Лондон, Великобритания                            | UD 12 (12)                                                  | Бой за титул WBC Silver в полутяжелом весе. Счёт: 112-117, 112-116 (дважды). |                                                             |                                                             |
| 23                                                          | 30 марта 2013                                               | Тони Белью (19-1)                                           | Echo Arena, Ливерпуль, Великобритания                       | SD 12 (12)                                                  | Бой за титул WBC Silver в полутяжелом весе. Счёт: 116-112, 114-114, 115-116. |                                                             |                                                             |
| 22                                                          | 29 сентября 2012                                            | Рейко Сондерс (22-16-2)                                     | Foxwoods Resort, Машантукет, Коннектикут, США               | UD 8 (8)                                                    | Счёт: 80-72 (трижды). |                                                             |                                                             |
| 21                                                          | 3 февраля 2012                                              | Эдисон Миранда (35-6)                                       | Texas Station, Лас-Вегас, Невада, США                       | UD 10 (10)                                                  | Счёт: 97-91, 96-92 (дважды). |                                                             |                                                             |
| 20                                                          | 1 октября 2011                                              | Джеймсон Бостик (23-4)                                      | Boardwalk Hall, Атлантик-Сити, Нью-Джерси, США              | KO 2 (8), 1:48                                              | |                                                             |                                                             |
| 19                                                          | 26 марта 2011                                               | Викапита Мероро (20-1)                                      | Emperors Palace, Кемптон-Парк, Гаутенг, ЮАР                 | UD 12 (12)                                                  | Завоевал вакантный титул чемпиона по версии WBC International в полутяжелом весе. Счёт: 117-111, 119-110, 118-112.                                                                 |                                                             |                                                             |
| Вернулся в полутяжёлый вес — до 79,38 кг (до 175 фунтов).   |                                                             |                                                             |                                                             |                                                             | |                                                             |                                                             |
| 18                                                          | 25 февраля 2011                                             | Максим Власов (19-0)                                        | Million Dollar Elm Casino, Талса, Оклахома, США             | UD 10 (10)                                                  | Счёт: 95-94, 96-92 (дважды). Чилемба дважды в нокдауне в 8-м раунде. |                                                             |                                                             |
| 17                                                          | 6 ноября 2010                                               | Томас Остхойзен (13-0)                                      | Emperors Palace, Кемптон-Парк, Гаутенг, ЮАР                 | SD 12 (12)                                                  | Защитил титул чемпиона мира по версии IBO во 2-м среднем весе. Счёт: 113-115, 114-114, 115-113.                                                                                    |                                                             |                                                             |
| 16                                                          | 19 июня 2010                                                | Майкл Боллинг (12-0)                                        | Emperors Palace, Кемптон-Парк, Гаутенг, ЮАР                 | UD 12 (12)                                                  | Завоевал вакантный титул чемпиона мира по версии IBO во 2-м среднем весе. Счёт: 119-109, 119-108 (дважды).                                                                         |                                                             |                                                             |
| Бои во втором среднем весе — до 76,2 кг (до 168 фунтов).    |                                                             |                                                             |                                                             |                                                             | |                                                             |                                                             |
| Бой                                                         | Дата                                                        | Соперник                                                    | Место проведения                                            | Раундов                                                     | Примечание |                                                             |                                                             |